# Parsons (Tennessee)
Parsons – miasto w Stanach Zjednoczonych, w stanie Tennessee, w hrabstwie Decatur.